# Zdeněk Bažant (rektor)
Zdeněk Bažant (25. listopadu 1879 Prostějov – 1. září 1954 Nové Město na Moravě) byl český profesor stavební mechaniky a stereotomie.

## Život
Získal v roce 1904 doktorát techniky na pražské technice. V roce 1906 se tam habilitoval, v roce 1909 byl jmenován mimořádným a v roce 1917 řádným profesorem stereotomie. Od roku 1952 byl členem ČSAV. V letech 1923–1924 a 1945–1946 byl rektorem Českého vysokého učení technického v Praze.

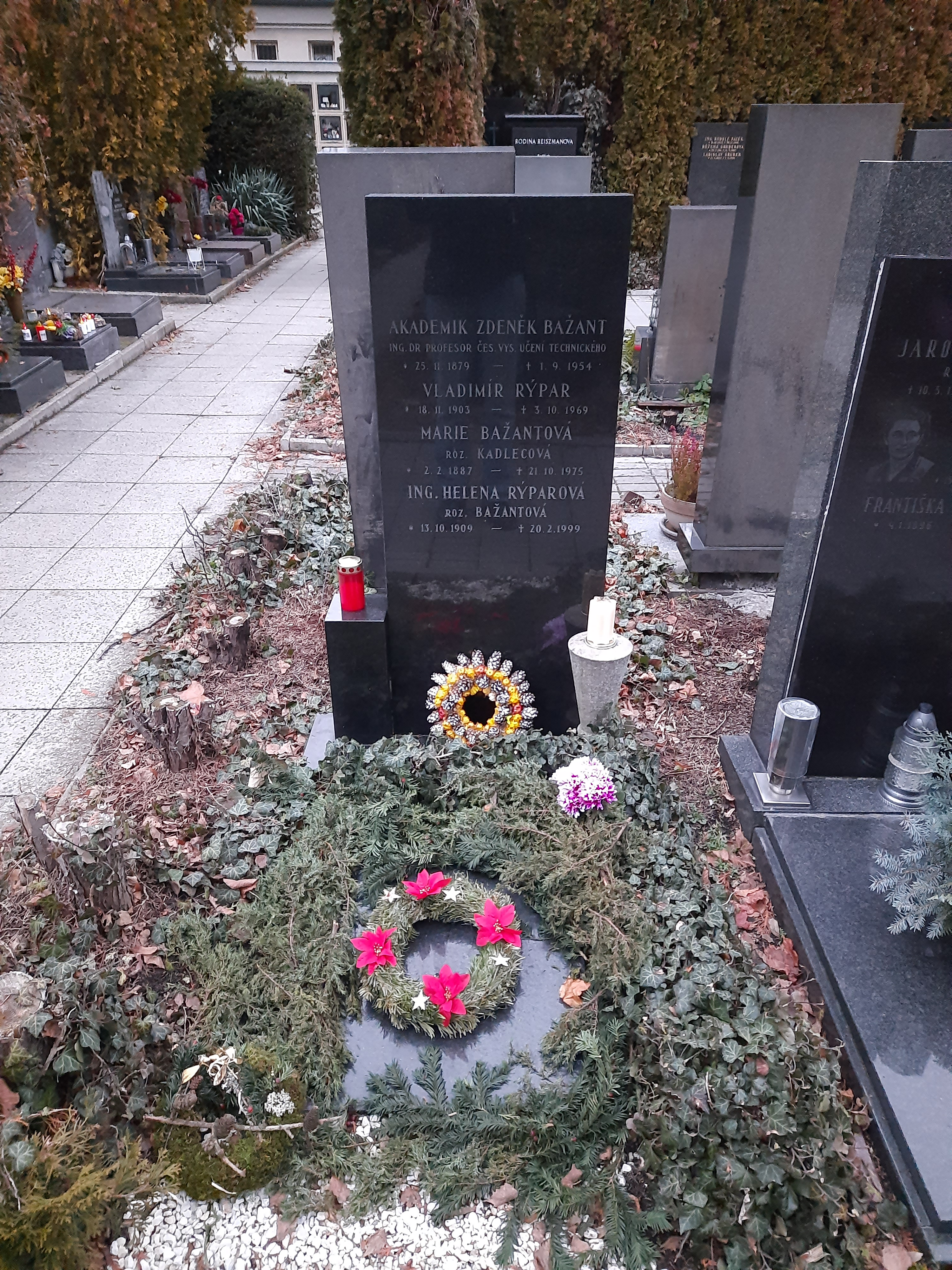
Hrob rodiny Zdeňka Bažanta v Urnovém háji Krematoria Strašnice

Zemřel roku 1954 v Novém Městě na Moravě. Pohřben byl v Urnovém háji strašnického krematoria.

## Publikace
- Staticky určité spojité nosníky příhradové; Bažant Zdeněk, Praha vydavatelství Čes. Akademie Bursík a Kohout, 1905
- Nové tvary staticky určitých spojitých nosníků příhradových; Bažant Zdeněk, Praha: 1906
- Příspěvky k theorii hrází zděných; Bažant Zdeněk, Praha: 1915
- Nauka o pružnosti a pevnosti; Prof. Ing. Dr Zd. Bažant, Prof. Ing. ANT. Nedoma, Prof. Ing. Karel Spála, Praha 1955, SNTL